# Giles Chichester
Giles Chichester (n. 29 iulie 1946, Londra, Anglia, Regatul Unit) este un om politic britanic, membru al Parlamentului European în perioadele 1994-1999, 1999-2004 și 2004-2009 din partea Regatului Unit.
1. ↑  Giles Bryan Chichester, The Peerage
2. 1 2 3 4 5  The Peerage
3. ↑  Deputații în Parlamentul European